# Samokhin Band
Samokhin Band – grupa muzyczna z Łodzi założona w 2008 roku, grająca kompilację jazzu, funky, rock’n’rolla oraz wschodniego folku.

## Historia
1 lutego 2008 roku ukazał się debiutancki album Samokhin Band. 15 maja 2008 zespół wystąpił, jako support, przed rosyjskim zespołem Leningrad. Samokhin Band zagrał również przed Joe Cockerem. i Blues Brothers. 7 listopada 2009 roku zespół wydał kolejną płytę – Habibi, która wydana została z pomocą fanów i portalu megatotal.pl. Na płycie gościnnie wystąpił Bartłomiej Wawrzyszkiewicz, który w utworze „Cios” zagrał na wiolonczeli. Do powstania płyty przyczynili się również: Janusz Nastarowicz – który napisał słowa do utworu "O nas", Anatoli Zubkov – twórca muzyki do wspomnianej piosenki.

## Muzycy

### Obecny skład zespołu
- Pavel Samokhin – wokal, trąbka
- Jakub Matusiak – saksofon
- Wojtek Stępnik – instrumenty klawiszowe
- Kuba Niedziałek – gitara
- Jarosław Kuna – gitara basowa
- Piotr Kolasa – perkusja
- Adam Bzyq Brzęczek – przeszkadzajki, wokal
- Katarzyna Krzywańska – menadżer

### Byli członkowie zespołu
- Michał Nowak – kontrabas, bas
- Bartłomiej Błoszyk – puzon
- Bartek Szymański – gitara
- Bartek Grzanek – gitara
- Paweł Stępień – perkusja
- Marcin Błoszyk – trąbka
- Maciej Malec – puzon
- Dariusz Werner (Dedek) – gitara
- Łukasz Miskowiec – puzon
- Dominik Jabłkowski – kontrabas, bas
- Dominik Czwartek – perkusja
- Piotr Sokołowski – gitara
- Mariusz Młynarczyk (Mario) – puzon
- Maciej Borowiak – gitara basowa
- Leszek Kołodziejski - akordeon
- Bernard Zdonek – trąbka
- Paweł Noszczyński – saksofon
- Piotr Kustra – puzon
- Adam Lis – gitara
- Feliks Chołys – gitara basowa
- Bartek Stępień – perkusja
- Armen Karapetyan – przeszkadzajki, wokal

## Dyskografia
| 1) Samokhin Band (1 lutego 2008) 1. Wino to dobre 2. Łódzki Broadway 3. Dzieci burżua 4. Anka miłość ty moja 5. Fabryczny 6. Alkoholik 7. 33 8. Banda 9. Belomory 10. Moja dziewczyna głupia 11. Marakuja 12. Taper 13. Bal mar (bonus track) 2) Habibi (7 listopada 2009) 1. Habibi 2. Kapitan 3. Cmentarnik 4. Rock'n'roll 5. Cios 6. Moja tabletka 7. O-pa 8. O nas 9. Złodziejski fach 10. Za drogo 11. Hej, hej, hej 12. Alcatraz 13. Pełne kieszenie 14. Cyrk 15. Bonus (CD-ROM) Habibi - teledysk | 3) Perestroika (2013) 1. Podmoskownyje wieczera (Подмосковные вечера) 2. Kanikuły (Каникулы) 3. Sosjed (Сосед) 4. Nas Nie Dogoniat (Нас не догонят) 5. Million Ałych Roz (Миллион алых роз) 6. Tiomnaja Nocz (Тёмная ночь) 7. Wasze Blagorodije (Ваше Благородие) 8. Czielowiek i Koszka (Человек и кошка) 9. Pierwaja Mirowa (Первая Мировая) 10. Wulkan Strastiej (Вулкан страстей) 11. Biełyje Rozy (Белые розы) 12. Aspiryna; bonus track (Аспирина) 13. Korobok; bonus track (Коробок) 4) Życie bez snu (2018) 1. Kazachstan 2. Życie bez snu 3. Dziewczyna z moich snów 4. Ja guliaju 5. Dla Ani 6. Tango na trzech 7. Impreza 8. Ja skazal 9. Sombrero |

## Teledyski
- O nas
- Habibi – scenariusz i reżyseria Daria Kopiec
- Cyrk
- Doda
- Club Luxembourg
- Tarantino
- Eurohit 2012
- Ekshibicjonisto
- Biełyje Rozy
- Kazachstan
- Dziewczyna z moich snów
- Tango na trzech
- Impreza
- Kozak - scenariusz i reżyseria Piotr Smoleński